# Archileptastacus aberrans
Archileptastacus aberrans är en kräftdjursart som först beskrevs av Claude Chappuis 1954.  Archileptastacus aberrans ingår i släktet Archileptastacus och familjen Leptastacidae. Inga underarter finns listade i Catalogue of Life.